# Jairamdas Daulatram
Jairamdas Daulatram (* 21. Juli 1891 in Hyderabad, Sindh, Britisch-Indien, heute: Pakistan; † 1. März 1979 in Delhi) war ein indischer Politiker des Indischen Nationalkongresses (INC), der Gouverneur verschiedener Bundesstaaten sowie zeitweise Minister war.

## Leben

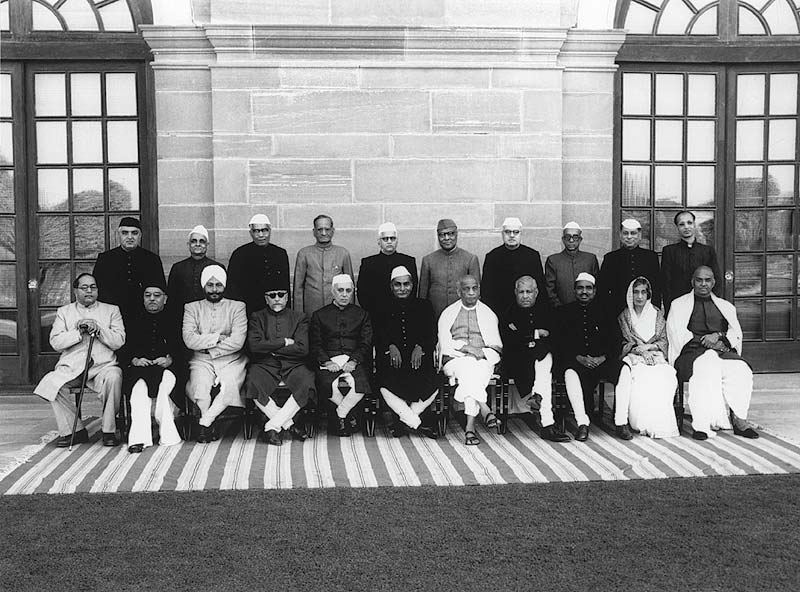
Jairamdas Daulatram (stehend, 4. v.r) mit dem ersten Kabinett Nehru am 31. Januar 1950

Daulatram, Sohn von Daulatram Alimchandani, absolvierte nach dem Schulbesuch ein Studium der Rechtswissenschaften und nahm danach eine Tätigkeit als Rechtsanwalt auf. Während dieser Zeit lernte er 1915 Mohandas Karamchand Gandhi kennen und gehörte nach dem Massaker von Amritsar am 13. April 1919 zum Führungsgremium des Indischen Nationalkongresses (INC). Er nahm zwischen Herbst 1920 und Februar 1922 an der von Gandhi ausgehenden Kampagne der Nichtkooperation gegen die britische Herrschaft in Indien teil und wurde 1926 zum Mitglied des Legislativrates in Bombay gewählt. Zwischen 1928 und 1940 war er Mitglied des Arbeitsausschusses des INC und fungierte 1929 als dessen Generalsekretär. Bei Protesten vor dem Magistratsgericht in Karatschi wurde er durch Schüsse von Polizisten verletzt und befand sich zeitweise in Haft. Er gehörte im März und April 1930 zu den Teilnehmern am Salzmarsch von Gandhi. Nachdem er 1933 wieder Generalsekretär des INC war, fungierte er 1934 als dessen Präsident und war ferner 1934 Vorsitzender des Ausschusses für die Löhne der Textilarbeiter in Bombay (Bombay Textile Wage Committee) sowie Mitglied des Zentralvorstandes der Unternehmervereinigung (Village Industries Association). Er war zwischen 1942 und 1945 ferner aktives Mitglied der Quit India Movement Gandhis.
Am 9. Dezember 1946 wurde Daulatram Mitglied der Verfassunggebenden Versammlung von Indien (Constituent Assembly of India). Er wurde nach der Unabhängigkeit vom Vereinigten Königreich am 15. August 1947 erster Gouverneur von Bihar und bekleidete dieses Amt bis zu seiner Ablösung durch Madhav Shrihari Aney am 11. Januar 1948. Im Anschluss wurde er 1948 Minister für Ernährung und Landwirtschaft im ersten Kabinett Nehru und gehörte diesem bis 1950 an.
Daraufhin wurde er am 27. Mai 1950 Nachfolger von Sri Prakasa als Gouverneur von Assam und übte dieses Amt bis zum 14. Mai 1956 aus, woraufhin Saiyid Fazl Ali am 15. Mai 1956 seine Nachfolge antrat.
Ihm zu Ehren wurde am 21. Juli 1985 von der indischen Post eine Briefmarke mit seinem Porträt herausgegeben.